# Пінгвіни Мадагаскару (фільм)
«Пінгвіни Мадагаскару» — комп'ютерно-анімаційний фільм студії DreamWorks, спіноф серії фільмів «Мадагаскар». Світова прем'єра мультфільму відбулася 8 листопада 2014 року в Ірландії, в США мультфільм вийшов 26 листопада, в Україні — 8 листопада 2014 року.

## Сюжет
Вступна сцена починається в Антарктиді. Колонія пінгвінів рухається в невідомому напрямку, але трьох пташенят — юних Шкіпера, Ковальські і Ріко, спеціально вийшли з «ладу», — дуже цікавило, куди всі йдуть. Під час глибоких роздумів пінгвінята визначили користь своїх плавців — нова фішка, яку вони назвали «Дай ласт!» (на кшталт «дай п'ять!»). А повз них тим часом котиться яйце. Отримавши на свою адресу кілька думок (серед яких пролунав факт про те, що пінгвіни кожен рік втрачають кілька яєць) і таким чином зрозумівши абсолютна байдужість натовпу до подій, Шкіпер, Ковальські і Ріко вирішують врятувати яйце самі. Яйце падає з обриву і потрапляє на палубу старого корабля, з якого, за словами Ковальські, живим ніхто не повертався. А все тому, що на ньому мешкали морські леопарди. Помітивши яйце на палубі, три морських леопарда повзуть до нього, але пінгвіни встигають спуститися і врятувати яйце. Дивом врятувавшись від загибелі, дитинчата падають на відколовся від континенту айсберг, на якому з яйця вилуплюється Рядовий з першим питанням «Ви моя рідня?». Шкіпер підтвердив припущення новонародженого. Ковальські виявив ймовірність швидкої загибелі, але в 95-й шансів із ста. Інші ж п'ять обіцяли пригоди і славу, які ще не випадали на долю пінгвінів. Так Шкіпер, Ковальські, Ріко та Рядовий стають командою.
Кілька років потому пінгвіни потрапляють в зоопарк Центрального парку в Нью-Йорку і затьмарюють славу місцевої зірки — восьминога Дейва. Він затаює на них злість. Після цього Дейву не жилося спокійно в жодному зоопарку, ні в океанаріумі, тому що скрізь всіх затьмарювали пінгвіни, а на нього ніхто навіть уваги не звертав. В результаті він присягнувся помститися всім пінгвінам світу.
Через десять років після подій в Антарктиді і описаних в оригінальній трилогії Шкіпер, Ковальські, Ріко та Рядовий збігають з цирку від обридлих їм Алекса, Мелмана, Глорії та Марті і в честь дня народження Рядового проникають в Форт-Нокс. На питання Шкіпера «Якщо б могло збутися будь-яке твоє бажання, чого б ти побажав?» Рядовий відповідає, що він хотів би стати корисним і цінним членом команди. На даний момент у Рядового поки ще не було ніяких особливостей, крім того, що він легко може виступати як приманка або посміховисько. Але пінгвіни вломилися в Форт-Нокс лише за останнім у США джерелом сирних чипсів «Сирні хрумки». Під автоматом чипсів замаскувався Дейв. Він викрадає пінгвінів, вже уявили, що їх загін — самий елітний серед елітних, і відправляє їх в свою лабораторію у Венеції.
Пінгвіни дивуються, куди вони потрапили, але потім стикаються з Дейвом, який постав перед ними в людському образі. Він до того часу вже був відомий серед людей як генетик лікар Октавій Спрут. І хоча його кар'єра в області генетики була дуже успішною, жага помсти все одно володіла ним. Ніхто з пінгвінів так і не згадав Дейва, але той сам нагадує їм про себе і про ту біль, яку вони та інші пінгвіни йому заподіяли. Після своєї розповіді Дейв дістає капсулу з дозою якоїсь рідини зеленого кольору, а пінгвінів оточують його підручні. Але, скориставшись секретною зброєю (ніж були чипси), Ріко краде у Дейва капсулу, і пінгвіни збігають. Троє підручних Дейва кидаються за ними в погоню за Венеціанському каналу. Восьминоги заганяють втікачів у глухий кут, але звідки ні візьмися з'являються сова, тюлень і білий ведмідь і рятують пінгвінів. З раптово з'явився над Шкіпером і його командою літака вистрибує вовк, якого звали Секрет, і бере пінгвінів під захист. Секрет (насправді, його ім'я інше) інформує пінгвінів, що тепер вони під захистом високотехнологічного шпигунського агентства «Північний вітер», де він — лідер, білий ведмідь Капрал — силач, белек Порох — підривник і експерт по озброєнню, а сова Єва (в неї закохується Ковальські) — розвідник і аналітик. Разом з пінгвінами «Північний вітер» прилітає в свою штаб-квартиру. Там Секрет допитує пінгвінів про те, що вони дізналися, коли побували на підводному човні доктора Спрута. Після доповіді Секрет додає (вважаючи, що пінгвіни цього не знають), що в лабораторії доктора Спрута у Венеції таємно розробляється апокаліптичне зброю під назвою «Сироватка медузи». Ріко випльовує капсулу, яку він вкрав у Дейва, і тим самим пінгвіни дивують Секрету. Тим часом у штаб «Північного вітру» зателефонував Дейв. З'ясовується, що пінгвіни даремно вкрали капсулу з сироваткою, так як у Дейва в лабораторії її було набагато більше і не тільки задля розправи зі Шкіпером і його командою. Після дзвінка Дейва помітно і інтенсивно відбувалося викрадення пінгвінів зі всього світу. «Північний вітер» вже був готовий до вильоту, але їм завадили пінгвіни, в результаті чого Секрет виходить з себе, присипляє їх і наказує відправити в найбезпечніше місце на Землі — тобто, на Мадагаскар.
Пінгвіни прокидаються в літаку і, зрозумівши, що «Північний вітер» намагається відтіснити їх від операції, вирішують врятувати свій рід самі. Вони вистрибують з літака, потім вони намагаються літаком, що летить у Париж, наздогнати інший літак, що летить в Гонконг. Але, не прорахувавши план остаточно і не наздогнавши літак, вони вирішують приземлитися на коробках, що падали з літака, з якого вони почали «десант». Вони приземляються на батут, який вони надули на ходу, стрибають на ньому деякий час, але потім приступають до прорахунку дій Дейва. А Дейв тим часом викрадає кілька пінгвінів з Ріо-Де-Жанейро. На місце злочину прибуває «Північний вітер», де вони дізнаються, що Шкіпер, Ковальські, Ріко і Рядовий не дісталися до Мадагаскару. А Шкіпер і його команда тим часом потрапляють в Шанхай (спочатку сплутавши його з Дубліном). Пройшовши по місту, вони потрапляють на прилавок з рибою і морепродуктами, де по телебаченню вони дізнаються, що Дейв викрав пінгвінів з Гвадалахари, Мадрида, Парижа, Афін, Амстердама, Осаки, одним словом, всюди, окрім Shanghai. Пінгвіни відправляються в океанаріум «Шанхайський морський світ», звідки, на їхню думку, Дейв збирався викрасти «всесвітньо знаменитих шанхайських пінгвінів-русалок». І їхня думка повністю виправдалося. В океанаріумі вони продумують операцію «Пух, плюх і бабах». В її рамках Рядовий був лише об'єктом відволікаючого маневру, проте сам він хотів допомогти по-справжньому. Шкіпер ж переконав його, сказавши, що в силу свого віку Рядовий тягне тільки на роль приманки. Операція проходить успішно, але тут як на зло втручається «Північний вітер», а Рядовий так і залишився в оточенні здивованих відвідувачів. До нього підходить охоронець і кидає його в акваріум до інших пінгвінам-русалкам. Пінгвіни відволікаються на появу «Північного вітру», в результаті чого Дейв успішно втікає і викрадає русалок та Рядового. Шкіпер, Ковальські і Ріко кидаються в погоню за ним на літаку «Північного вітру», але Секрет, Єва, Порох і Капрал встигають сісти їм на хвіст. «Північний вітер» зупиняє літак, Ріко за інерцією падає на кнопку, що включає програму самознищення, і літак вибухає. Знесилені пінгвіни опиняються в одному човні разом з «Північним вітром». Вони остаточно приходять у себе в п'яти кілометрах від острова, де зупинився Дейв. Тим часом на острові останній демонструє викраденим їм пінгвінам досвід з «Сироваткою медузи». З досвіду Рядовий та інші пінгвіни з'ясовують, що Дейв хоче перетворити всіх пінгвінів в монстрів. Потім, розкривши камуфляж Рядового, восьминіг дізнається, що Шкіпер, Ковальські і Ріко самі до нього з'являться.
Шкіпер, Ковальські, Ріко і Єва вистежують околиці острова, щоб продумати план з порятунку Рядового і перемозі над Дейвом. У невідповідний час Шкіпер і Секрет починають сперечатися, кому здійснювати відволікаючий маневр. Єва перериває спір пропозицією влаштувати турнір планів. Шкіпер пропонує свій план дій, проте Секрет вважає, що його план краще, так як він збирається спиратися на сучасну техніку. Бажаючи якомога болючіше вколоти Шкіпера, Секрет говорить йому, що, на відміну від нього, ніколи не втрачав ні одного з членів своєї команди. Шкіпер приходить у відчай і погоджується на план Секрету. Однак операція провалюється як з боку самого «Північного вітру», так і з боку пінгвінів. Пінгвінів ведуть до Дейва, де він планував продемонструвати зневіреним Шкіперу, Ковальські і Ріко досвід з «Сироваткою медузи» на Рядовому. Дізнавшись, що задумав Дейв, Шкіпер випадково проговорюється, що Рядовий до жаху привабливий, після чого Дейв наказує своїм підручним збільшити потужність дії променя. Дейв дивиться на шкалу, щоб вчасно вистрілити, пінгвіни панікують і намагаються видавити з Ріко скріпку, а Рядовий встигає втекти з полону (він як раз і проковтнув скріпку), чого ніхто не помічає. Дейв думає, що розщепнула пінгвіна, після чого Шкіпер і його команда ще більше сумує. Підручні Дейва відвозять всіх пінгвінів в одне відділення. Рядовий тим часом звільняє команду «Північний вітер», однак ті відмовляються допомогти врятувати інших пінгвінів, так як вся їх апаратура була конфіскована. 
Підводний човен Дейва спливає в Нью-Йорку, де той напускає на людей перетворених їм монстрів пінгвінів. У паніці люди викликають ветеринарну службу. Працівники ветеринарної служби на своїх машинах поступово відловлюють пінгвінів, а між тим Рядовий краде з підводного човна Дейва лазерне зброя, з якої його підручний вистрілив «Сироваткою медузи» в пінгвінів. Потім Рядовий збирає Шкіпера, Ковальські і Ріко, і разом вони продумують план по перетворенню пінгвінів в милих біло-пухнастих створінь. Але для здійснення операції потрібен джерело «позамежної біло-пухнастості». Рядовий жертвує собою заради передачі всіх пінгвінам світу їх звичайного вигляду до такої міри, що у нього з анального отвору виростає рука. І навіть після сперечань з Шкіпером Рядовий все одно залишається всередині променя. Шкіпер намагається натиснути на кнопку пульта, однак розряджається акумулятор. Ріко тікає за батарейками, а Шкіпер і Ковальські затримують восьминогів. Крім батарейок Ріко бере і упаковку відновили свою широку продаж «Сирних хрумок». Тим часом прибуває «Північний вітер» і підриває підводний човен Дейва, однак моментально потрапляє в машину ветеринарної служби, за кермом якої був один з восьминогів-підручних Дейва. Сам же Дейв раптово атакує Шкіпера і Ковальські, відволікшись на інших восьминогів і опинилися на верху його лазерного зброї. Але Ріко прибуває вчасно і кидає Шкіперу нові батарейки. Шкіпер встигає зарядити пульт, але відразу ж роняє, і Дейв кидає всіх трьох в машину ветеринарної служби. Ріко відригує упаковку «Хрумок», а Шкіпер на льоту стискає її. Звідти вивалюється один шматочок і вдаряється об кнопку пульта, після чого спрацьовує промінь, і все пінгвіни отримують свій колишній вигляд. Рядовий ж обростає шкаралупою і знову вилуплюється, але цього разу вже наполовину потворним (з рожевим обличчям і оленячими рогами). Шкіпер урочисто оголошує, що бажання Рядового збувається — він стає корисним членом команди. В знак подяки Єва цілується з Ковальські, чого останній довго чекав, а Секрет дарує пінгвінам реактивні ранці. Дейв після дії променя різко зменшується і виявляється в сувенірному кулі зі снігом, який пінгвіни дарують випадково проходила повз дівчинці. У прихованій сцені після титрів Рядовому повертають його колишній вигляд з допомогою Морта. З Мортом ж ніяких змін не відбувається... майже. (В кінці сцени Морт живцем заковтує Джуліана.)

## Ролі озвучували
- Том Макграт — Шкіпер[2]
- Кріс Міллер — Ковальські[2]
- Конрад Вернон — Ріко[2]
- Крістофер Найтс — Рядовий[2]
- Бенедикт Камбербетч — Агент Секрет[2]
- Кен Джонг — Порох
- Аннет Махендрю — Єва
- Петер Стормаре — Капрал
- Джон Малкович — Доктор Октавій Спрут/Дейв[2]
- Денні Джейкобс — Джуліан
- Енді Ріхтер — Морт
- Шон Чермэтц — цвіркун
- Вернер Херцог — документаліст
- Джим Піррі — гондольєр

## Виробництво
Фільм про пінгвінів розроблявся на студії з виходу першого «Мадагаскару». Його планували випустити в 2009 році. У 2011 році оголосили, що пінгвіни отримають власний повнометражний мультфільм на зразок «Кота в чоботях». Режисером був призначений Саймон Дж. Сміт, режисер фільму «Бі Муві: Медова змова», продюсером — Лара Брі, а сценаристами — Алан Дж. Скулкрафт і Брент Саймонс, що працювали над мультфільмом «Мегамозок». У 2012 році фільм був відкладений на 2015 рік. Боб Скулі, продюсер мультсеріалу «Пінгвіни з Мадагаскару», повідомив, що фільм не буде пов'язаний з мультсеріалом, але сказав, що все може змінитися. У серпні 2013 року повідомили, що Бенедикт Камбербетч і Джон Малкович озвучать високопоставленого агента тваринного ЦРУ і головного лиходія фільму. 20 травня 2014 року DreamWorks оголосила, що міняє місцями дати виходу мультфільмів «Пінгвіни Мадагаскару» і «Будинок», тим самим переносячи прем'єру «Пінгвінів Мадагаскару» на 26 листопада 2014 року.

## Цікаві факти
- У німецькому дубляжі сову Єву озвучує переможець Конкурсу пісні Євробачення 2014 Кончіта Вурст.
- У Венеції, коли Шкіпер говорить музикантові на гондолі: «А зіграй нам що-небудь в ритмі погоні» — музикант його розуміє, а в минулих фільмах люди не розуміють тварин.
- Також восьминіг Дейв в костюмі людини успішно спілкується з людьми, але тільки цей восьминіг говорить словами, а інші розмовляють між собою незрозумілими звуками, схожими на булькання.
- Доктор Октавій Спрут — пародія на відомого суперзлодея коміксів Marvel, Отто Октавіуса, також відомого як Доктор Восьминіг.